# ルィリスク公
ルィリスク公（ロシア語: Князь Рыльский）は、ノヴゴロド・セヴェルスキー公国の分領公国だったルィリスク公国の君主の称号である（「公」はクニャージからの訳出による）。公・公国の名は、その中心都市だったルィリスクによる。

## ルィリスク公の一覧
- スヴャトスラフ・オリゴヴィチ - 在位：? - 1185年以前[1]
- ムスチスラフ・スヴャトスラヴィチ - 在位：1206以前 - 1241年[1]
- アンドレイ・ムスチスラヴィチ[1] - 在位：1241年? - 1245年
- オレグ（・ムスチスラヴィチ[1]） - 在位：1280年代
- フョードル・パトリケエヴィチ - 在位：1390年代
- イヴァン・ドミトリエヴィチ - 在位：1454年 - 1471年?
- ヴァシリー・イヴァノヴィチ(ru) - 在位：? - 1523年